# Château de Mardogne
Le château de Mardogne est un château situé en France sur la commune de Joursac, en région Auvergne-Rhône-Alpes.

## Historique
Le château de Mardogne, dont la seigneurie est attestée dès 1229, occupait un vaste territoire autour de Joursac. Érigé aux XIIe et XIIIe siècles, il fut gravement endommagé par un incendie en 1720, puis partiellement démantelé par la réutilisation de ses matériaux. Une tradition locale évoque la présence antérieure d’un temple romain, hypothèse appuyée par la proximité d’une station gallo-romaine.

### Protection
Les ruines du château de Mardogne sont classées au titre des monuments historiques par arrêté du 15 décembre 1980.

## Description
Le château était une forteresse perchée sur un piton basaltique, entourée d’une enceinte massive avec chemin de ronde. Il en subsiste une tour carrée à deux voûtes superposées, une cave voûtée, quelques pans de murs, une citerne maçonnée et une partie du mur d’enceinte. Contrairement aux donjons voisins, l’entrée se faisait au rez-de-chaussée,.